# Pacte international relatif aux droits économiques, sociaux et culturels

États ayant ratifié (vert foncé) ou seulement signé (vert clair) le Pacte en 2020.

Le Pacte international relatif aux droits économiques, sociaux et culturels, abrégé PIDESC (anglais : ICESCR), est un traité international multilatéral adopté le 16 décembre 1966 par l'Assemblée générale des Nations unies dans sa résolution 2200A (XXI). Il requiert des États parties qu’ils agissent en vue d'assurer progressivement le plein exercice des « droits économiques, sociaux et culturels » protégés dans le Pacte, y compris le droit au travail, le droit à la santé, le droit à l'éducation et le droit à un niveau de vie suffisant. Le Pacte entre en vigueur le 3 janvier 1976 et il est ratifié par 171 États en date du 1er septembre 2021.
Le Pacte fait partie intégrante de la Charte internationale des droits de l'homme, conjointement avec la Déclaration universelle des droits de l'homme, le Pacte international relatif aux droits civils et politiques et le premier et second Protocoles facultatifs à ce dernier.
La surveillance de l’application du Pacte est assurée par le Comité des droits économiques, sociaux et culturels des Nations unies.

## Origine
Le Pacte tire son origine du processus de rédaction de la Déclaration universelle des droits de l'homme. Bien que l’intention initiale était d’adopter une convention unique reconnaissant un ensemble de droit substantifs sur la base des principes énoncés dans la déclaration, une division très claire s’est manifestée pendant ce processus entre les États par rapport au statut des droits civils et politiques d’un côté, et des droits économiques, sociaux et culturels d’un autre côté,. Le désaccord a finalement mené à l’adoption de deux textes séparés : l’un contenant des droits civils et politiques, l’autre consacrant des droits économiques, sociaux et culturels. Les deux pactes ont été présentés à l'Assemblée générale des Nations unies pour discussion en 1954 et ont été adoptés en 1966.

## Structure
La structure du Pacte est similaire à celle de la Déclaration universelle des droits de l'homme et du Pacte international relatif aux droits civils et politiques. Le PIDESC compte 31 articles, précédés par un préambule et divisés en cinq parties :
La première partie (Article premier) protège le droit de tous les peuples de disposer d'eux-mêmes, y compris le droit de déterminer librement leur statut politique, d’assurer librement leur développement économique, social et culturel et de disposer librement de leurs richesses et de leurs ressources naturelles. Cet article inaugural indique qu'"En aucun cas, un peuple ne pourra être privé de ses propres moyens de subsistance".
Les États parties qui ont la responsabilité d'administrer des territoires non autonomes et des territoires sous tutelle ont une obligation spécifique à cet égard.
La deuxième partie (Articles 2 à 5) établit le principe de réalisation progressive. De plus, les États parties s’engagent à garantir que les droits énoncés dans le Pacte soient « exercés sans discrimination aucune fondée sur la race, la couleur, le sexe, la langue, la religion, l'opinion politique ou toute autre opinion, l'origine nationale ou sociale, la fortune, la naissance ou toute autre situation ». Ces droits ne sauront être limités que par la loi et dans la seule mesure compatible avec leur nature, exclusivement en vue de favoriser le bien-être général dans une société démocratique.
La troisième partie (Articles 6 à 15) énonce les droits protégés. Cette partie inclut :
- Article 1 : droit des peuples à disposer d’eux-mêmes
- Article 3 : égalité entre hommes et femmes concernant des droits économiques, culturels et sociaux
- Article 6 : droit au travail, à l’orientation, à la formation, etc.
- Article 7 : conditions de travail justes et favorables qui protègent la vie avec dignité humaine, limitation du temps de travail et droit au congé payé
- Article 8 : liberté d'association, droit à la syndicalisation et droit de grève
- Article 9 : droit à la sécurité sociale
- Article 10 : protection de la famille et la maternité
- Article 11 alinéa 1 : droit à un niveau de vie suffisant pour soi-même et pour sa famille, y compris une nourriture, un vêtement et un logement suffisants
- Article 11 alinéa 2 : droit d'être à l'abri de la faim et  sécurité alimentaire
- Article 12 : droit de jouir d’un meilleur état de santé, sécurité sanitaire et couverture maladie universelle
- Article 13 : droit à l'éducation, y compris la gratuité progressive de l'enseignement secondaire et de l'enseignement supérieur
- Article 14 : pleine application de la gratuité de l'enseignement primaire obligatoire pour tous
- Article 15 : droits scientifiques et culturels

La quatrième partie (Articles 16 à 25) concerne les mécanismes de surveillance et les rapports que les États parties s’engagent à présenter sur les mesures qu'ils auront adoptées et sur les progrès accomplis. La possibilité est aussi prévue pour le Conseil économique et social des Nations unies— maintenant le Comité des droits économiques, sociaux et culturels — de présenter à l'Assemblée générale des rapports contenant des recommandations de caractère général sur les mesures à prendre en vue d'assurer le respect général des droits reconnus.
La cinquième partie (Articles 26 à 31) concerne les mécanismes de ratification, entrée en vigueur et amendement du Pacte.

## Dispositions essentielles

### Principe de réalisation progressive
L’article 2 du Pacte requiert que chacun des États parties :
s'engage à agir (…) au maximum de ses ressources disponibles, en vue d'assurer progressivement le plein exercice des droits reconnus dans le présent Pacte par tous les moyens appropriés, y compris en particulier l'adoption de mesures législatives.
Cette disposition contient le principe dit de « réalisation progressive ». Ce principe reconnait les difficultés que certains droits (par exemple, le droit à la santé) peuvent poser à court terme dans l’objectif d’assurer leur plein exercice, ainsi que les possibles difficultés liées aux contraintes de ressources des États. Or, alors que le plein exercice des droits considérés ne peut être assuré que progressivement, les mesures à prendre à cette fin doivent l’être dans un délai raisonnable et avoir un caractère délibéré et concret.
Le Comité des droits économiques, sociaux et culturels a interprété ce principe comme imposant aussi une obligation fondamentale minimum d’assurer la satisfaction de l’essentiel de chacun des droits. Toute mesure délibérément régressive dans ce domaine doit être pleinement justifiée. L’adoption des mesures législatives et des provisions visant à lutter contre la discrimination, et la reconnaissance des droits exécutoires avec des recours juridictionnels appropriés, ont été jugées cruciales à cet effet.

### Droit à un niveau de vie suffisant
L’article 11 garantit le droit de toute personne à un niveau de vie suffisant pour elle-même et sa famille, y compris le droit à une nourriture, un vêtement et un logement suffisants, ainsi qu’à une amélioration constante de ses conditions d'existence.
Le droit à une nourriture suffisante, ou droit à l’alimentation, a été interprété comme « la disponibilité de nourriture exempte de substances nocives et acceptable dans une culture déterminée, en quantité suffisante et d'une qualité propre à satisfaire les besoins alimentaires de l'individu ». La nourriture doit être accessible à tous, ce qui implique l’obligation des États parties de tenir compte des nécessités spécifiques des groupes défavorisés. Une distribution équitable des ressources alimentaires doit être assurée en fonction des besoins.
Le droit à un logement suffisant, ou droit au logement, est le droit à « un lieu où l’on puisse vivre en sécurité, dans la paix et la dignité ». Il requiert « suffisamment d’intimité, suffisamment d’espace, une bonne sécurité, un éclairage et une aération convenables, des infrastructures de base adéquates et un endroit bien situé par rapport au lieu de travail et aux services essentiels − tout cela pour un coût raisonnable ». Les États parties doivent assurer la sécurité légale de l’occupation et agir progressivement pour éliminer le sans-abrisme. Les expulsions forcées, définies comme « l’éviction permanente ou temporaire, contre leur volonté et sans qu’une protection juridique ou autre appropriée ait été assurée, de personnes, de familles ou de communautés de leurs foyers ou des terres qu’elles occupent » sont en principe contraires aux dispositions du Pacte.

## Protocole facultatif relatif aux droits économiques, sociaux et culturels

États ayant ratifié (vert foncé) ou seulement signé (vert clair) le Protocole facultatif.

Le Protocole facultatif relatif aux droits économiques, sociaux et culturels a été adopté par l'Assemblée Générale de l'ONU le 10 décembre 2008, et a été ouvert à la signature des États le 30 septembre 2009. En février 2013, il atteignait 10 ratifications et entrait conséquemment en vigueur 3 mois plus tard, le 5 mai 2013. En avril 2020, il comptait 24 États parties.
L'entrée en vigueur de ce protocole vient consacrer la « justiciabilité » des droits économiques, sociaux et culturels en ce qu'il permettra aux individus issus des pays qui l'ont ratifié d'être entendus par le Comité des Droits Économiques Sociaux et Culturels de l'ONU à propos de cas concrets de violation par leur pays d'un des droits énoncés dans le PIDESC, notamment le droit à l'alimentation. Comme le Comité des droits de l'homme de l'ONU, le Comité des droits économiques, sociaux et culturels aura, en vertu de ce Protocole, compétence pour recevoir et examiner des communications présentées par des particuliers ou groupes de particuliers concernant les violations d’un des droits énoncés dans le Pacte, mais aussi d’enquêter sur les violations graves et systématiques de l’un des droits économiques, sociaux et culturels énoncés dans le Pacte – y compris le droit à l'alimentation – par un État Partie.
Avant ce protocole, il n'existait aucun moyen de porter plainte au niveau international lors de violations des droits contenus dans le Pacte I de l’ONU.